# Мотовилов, Георгий Николаевич
Гео́ргий Никола́евич Мотови́лов (29.08.1834—28.10.1879) — русский юрист, тайный советник, сенатор, участник судебной реформы.

## Происхождение
Происходил из симбирской дворянской фамилии. Его отец Николай Егорович окончил курс в университете, но затем по настоянию отца, презеравшего гражданскую службу, поступил в 16-й Егерский полк, расквартированный в Финляндии. Здесь он дослужился до старшего адъютанта в дивизии генерал-лейтенанта Александра Андреевича Дувинга (1776—1856), познакомился с его дочерью Анной и влюбился в неё. Его отец Егор Николаевич был категорически против брака, так как презирал немцев. В течение трёх лет он ждал от отца разрешения на брак и, в конце концов, получил его.

После рождения Георгия его отец, будучи в чине капитана и имея орден Станислава IV степени, по требованию отца вышел в отставку и поселился с семьей в имении Русская Цильна, в Симбирской губернии. В имении деда, Георгий, по воспоминанию его родственника Эразма Ивановича Стогова, невольно стал причиной семейного конфликта:
Жена Николая, любящая опрятность, по два и по три раза в день
купала крошку сына. Это старику надоело. Он отправился к помещику Бабкину и предложил ему продать своё имение Скорлятку, в котором считалось 100 душ, с условием продать все, что́ есть. Бабкину предлагалось надеть только шинель и шапку и выехать из имения. Не только белье, но одежду и все запасы: чая, сахара, кофе, часы в доме, серебро, посуду — все оставить покупателю. Бабкин запросил 80 000 рублей; старик не торговался и заплатил. Приехав домой с купчею, старик Мотовилов вручил её сыну Николаю и дал ему ещё 5 000 рублей на первые потребности, а невестке ласково и шутя сказал: — Ну, матушка, будешь довольна, там воды сколько хочешь, можешь купать своего сына.

## Биография
Получил домашнее воспитание, затем учился в Императорском училище правоведения. В 1853 году по окончании училища поступил на службу в 4-й Департамент Сената. До 1858 года служил чиновником особых поручений при товарище министра внутренних дел.
С 1859 года назначен товарищем председателя 1-го Департамента Санкт-Петербургской Гражданской палаты. С 1862 года был товарищем председателя Коммерческого суда.
В 1863 году назначен председателем Гражданской палаты. В 1866 году назначен председателем Санкт-Петербургского окружного суда. В 1868 году прокурором Московской судебной палаты, в 1870 году переведён прокурором С.-Петербургской судебной палаты. В этом же году назначен председателем Департамента судебной палаты.

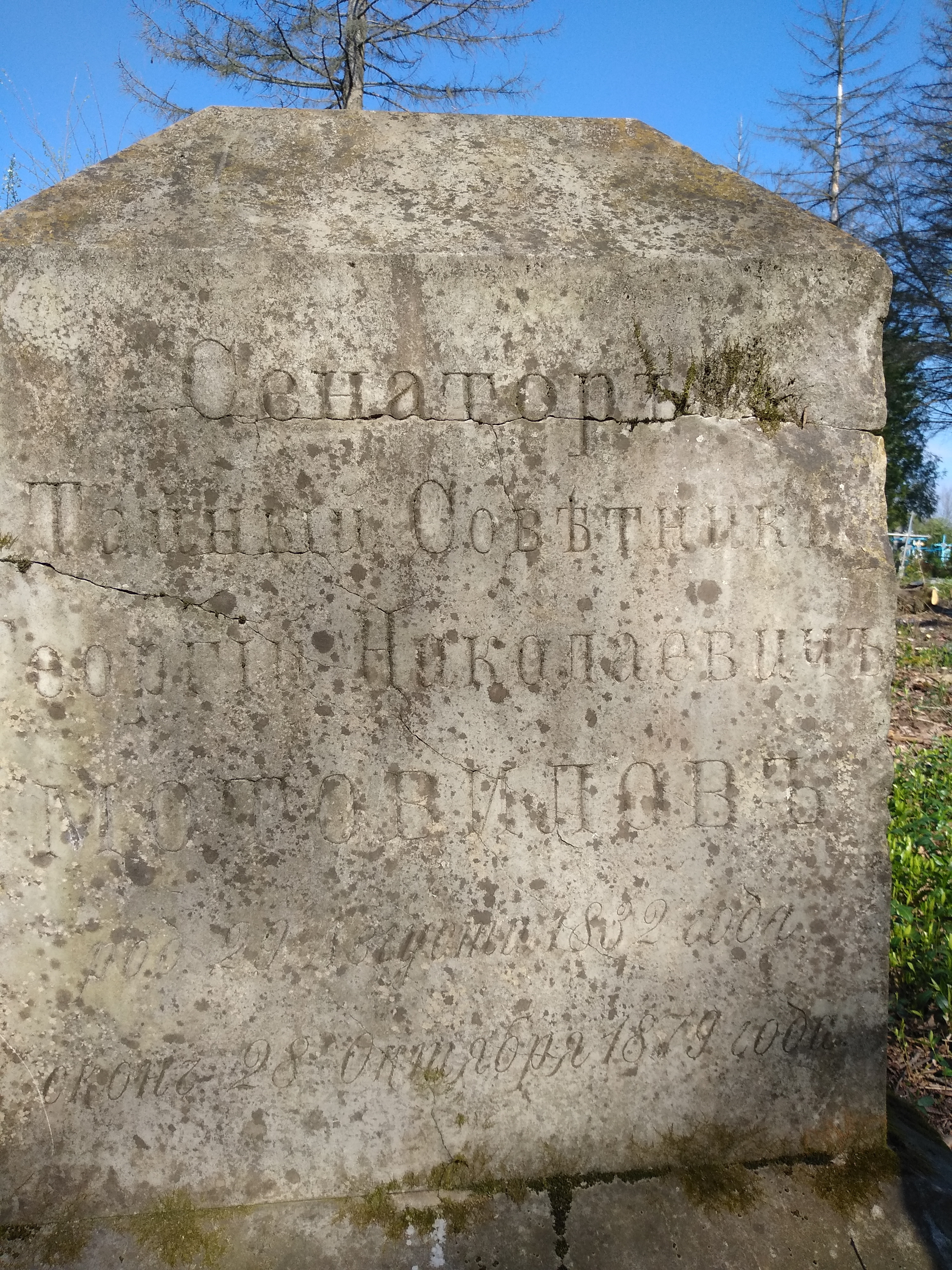

В 1872 году назначен сенатором Гражданского департамента, а с 1878 года членом соединённого присутствия 1-го и Кассационного департаментов Сената. 28.10.1879 г. Георгий Николаевич Мотовилов скончался. Похоронен на кладбище местечка Снитовка Летичевского уезда Подольской губернии, помещиком в котором был Стогов Э.И..